# Digi Communications
Digi Communications N.V., nota anche come DIGI Group, è una holding rumena di telecomunicazioni, che ha attività anche in Italia, Spagna, Portogallo e Belgio. L'azienda ha sede legale nei Paesi Bassi e sede di direzione effettiva in Romania. Digi è stata fondata da Zoltán Teszári, che è l'azionista di maggioranza, ed è quotata alla Borsa di Bucarest dal 16 maggio 2017.
Nel 2019, Digi deteneva una quota di mercato del 51% in Romania e la stragrande maggioranza dei suoi abbonati è connessa tramite fibra, un processo iniziato nel 2006. Questo ha contribuito in modo determinante a far sì che la Romania sia un Paese con una delle più alte velocità di internet a banda larga fissa al mondo.
Nel 2023, il Gruppo Digi ha esteso le reti in fibra ottica in Spagna fino a coprire oltre 8,7 milioni di abitazioni. In Romania, l'azienda ha mantenuto un ritmo rapido nel rollout del 5G e ha introdotto servizi 5G anche in Spagna. I ricavi e gli altri proventi sono aumentati del 13% a 1,7 miliardi di euro, mentre le RGU in Romania e Spagna sono cresciute del 15%, raggiungendo 23,8 milioni di unità, e l'EBITDA rettificato è salito a 592 milioni di euro.

## Storia

### Le prime reti via cavo
Nel 1992 la TVS Holding Brasov è stata sviluppata da Zoltán Teszári, Ioan Bendei e altri imprenditori. La società offriva servizi di televisione via cavo a Brașov e Timișoara. Nel 1993, Zoltán Teszári ha co-fondato la società via cavo Kappa a Bucarest. Nel 1996, gli azionisti decisero di dividere la rete Kappa in due parti uguali. La metà di proprietà di Zoltán Teszári si è fusa con la società via cavo Analog CATV SA di Bucarest. L'altra metà fu acquistata nel 2000 da Astral Telecom, che nel 2005 si fuse con UPC Romania (ora Vodafone Romania). Questa separazione dell'azienda ha portato alla divisione delle aree di Bucarest tra le due società per 10 anni.

### Sviluppi
Nel 1997, la società cambia nome in Romania Cable Systems S.A. (RCS). Nello stesso anno viene fondata la Romania Data Systems S.A. (RDS), che offre servizi internet. Tra gli investitori dell'azienda dall'inizio fino alla quotazione in borsa c'erano Carpathian Cable Investments S.a.R.L. dal 1998 e Celest Limited dal 1999.
L'azienda ha fatto il suo ingresso in Ungheria nel novembre 1998, dopo aver acquistato 15 piccole e medie società di servizi via cavo a Budapest e in altre 3 città. Tra dicembre 1999 e gennaio 2000 sono state acquisite le prime reti via cavo in Slovacchia, dove Slovakia Cable Systems (SCS) era controllata al 95% da RCS.
Nell'aprile 2000 è stato avviato il progetto di costruzione di una rete nazionale in fibra ottica di 4.200 km.
Nel 2003, dopo la liberalizzazione del mercato, è stato lanciato in Romania il servizio di telefonia fissa. La piattaforma televisiva satellitare Digi TV è stata lanciata per la prima volta in Romania nel dicembre 2004, seguita dal lancio in Ungheria nel febbraio 2006, in Cechia e in Slovacchia nell'agosto 2006 e in Croazia e Serbia nel dicembre 2006.

### 2005-2014: Formazione di RCS & RDS S.A.

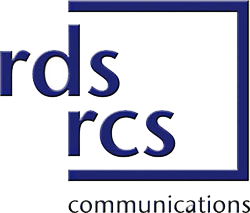
Logo di RCS & RDS utilizzato dal 2005 al 2012

Il 26 aprile 2005, RCS e RDS si sono fuse per formare RCS & RDS S.A. L'azienda si è concentrata su un rapido sviluppo sia organico che attraverso acquisizioni. Nel 2006 è stata acquisita la rete C-Zone, entrando in alcune aree di Bucarest che non erano coperte a causa dell'esclusiva di zona. In queste aree RCS & RDS ha mantenuto il marchio fino al 2009.
Digi Slovakia, compresi i canali televisivi Digi Sport in Slovacchia e Cechia, è stata venduta a Slovak Telekom nel 2013. Inoltre, la filiale televisiva satellitare in Cechia è stata venduta a Lama Energy nel marzo 2015, che ha continuato a utilizzare il marchio Digi per altri provider internet e IPTV acquisiti fino al 1° aprile 2020. La filiale in Croazia è stata venduta a Vipnet di A1 Telekom Austria (ora A1 Hrvatska).

### Sviluppo della telefonia mobile
Nel 2014 è stato rilanciato il servizio di telefonia mobile, seguito dal lancio del servizio 4G nel 2015.
La filiale della televisione satellitare in Serbia è stata venduta a Kopernikus Technology, che a sua volta è stata venduta a Telekom Srbija (mts) nel 2018.
Nel 2017, Digi ha acquistato la società ungherese di servizi di telecomunicazione via cavo Invitel. Dopo aver ricevuto inizialmente l'approvazione nel maggio 2018, questa è stata revocata nel novembre 2018, a causa del riscontro di problemi di non concorrenza in alcune aree. Questi sono stati risolti e la transazione è stata completata nel marzo 2020.

## Struttura aziendale
Cable Communications Systems NV è stata fondata nei Paesi Bassi nel 2000 ed è la società madre di RCS & RDS S.A., la società rumena fondata nel 1994 da Zoltán Teszári. Nel 2017 è stata rinominata Digi Communications NV in occasione della quotazione in borsa.

## Servizi

### Internet a banda larga
Nel 2006 Digi ha implementato la tecnologia FTTB su quasi tutta la rete in Romania e Ungheria. Poi è seguita l'implementazione di GPON nel 2008, coprendo anche le abitazioni. Nel 2013 ha iniziato a sostituire la tecnologia FTTB con la FTTH. Nel 2018 Digi ha iniziato a offrire servizi Internet tramite FTTH in Spagna. A partire dalla prima metà del 2023, conta 5,7 milioni di clienti.

### Telefonia mobile
Nel dicembre 2007 l'azienda ha lanciato Digi Mobil in Romania, che all'epoca offriva telefonia mobile limitata al solo servizio 3G. Nel 2014 il servizio di telefonia mobile è stato rilanciato, seguito dal lancio del servizio 4G sulla banda 38 nel 2015 e sulla banda 1 nel 2018.
Dopo aver ottenuto una licenza di operatore mobile nel 2014 e numerosi ritardi, l'azienda ha lanciato i servizi di telefonia mobile in Ungheria nel 2019.
In Spagna, a causa dell'elevato numero di residenti rumeni, i servizi di telefonia mobile MVNO sono stati lanciati attraverso Movistar nel 2008. Inizialmente, l'azienda ha attirato i rumeni perché offriva chiamate a basso costo con le reti rumene. Vodafone Spagna ha reagito dopo un anno, quando ha iniziato a perdere clienti, offrendo chiamate gratuite con Vodafone Romania. A ciò sono seguite offerte per i latinoamericani. Poi l'azienda ha iniziato a offrire Internet a basso prezzo, attirando i clienti spagnoli così da diventare il secondo operatore MVNO per numero di clienti.
Seguendo il modello spagnolo, nel 2010 Digi Mobil è stato lanciato come MVNO in Italia attraverso TIM, ma non ha avuto lo stesso successo nonostante il fatto che in Italia ci sia un numero maggiore di rumeni. Vodafone Italia ha iniziato a offrire chiamate gratuite con Vodafone Romania e le reti fisse prima del lancio di Digi Mobil.

### Televisione via cavo e canali televisivi
La società offre tutti i canali in un unico pacchetto, tranne i canali premium.
Nel luglio 2009, Digi ha lanciato i canali Digi Sport in Romania e Ungheria. Nell'agosto 2010 sono seguiti i canali Digi Sport in Slovacchia e Cechia, gestiti separatamente dal 2013 in seguito all'acquisizione di Digi Slovakia da parte di Slovak Telekom.
Nell'estate del 2010 ha acquisito il 50% di Music Channel, che ha lanciato Hit Music Channel nel gennaio 2012. La società ha lanciato un canale generalista nel dicembre 2010, ma a causa della scarsa audience è stato chiuso. Il canale cinematografico premium Digi Film (ora Film Now) è stato lanciato il 1° febbraio 2011. Nel 2011 Digi ha acquisito il canale musicale UTV TV.
Il 1° marzo 2012 è stato lanciato il canale di notizie Digi24 TV. In seguito a disaccordi con Discovery, la società ha lanciato 3 canali tematici nell'ottobre 2012: Digi World, Digi Life e Digi Animal World. Inoltre il 10 dicembre 2018 è stato lanciato Digi 4K.

### Fornitura di energia
Nell'aprile 2015, Digi ha lanciato il servizio di fornitura di energia. Nel 2017 l'azienda ha avuto il maggior numero di abbonati sul mercato competitivo da parte delle aziende che non hanno l'infrastruttura di distribuzione. Nel 2019 ha aumentato le tariffe del 30% a causa di una tassa aggiunta dal governo e successivamente del 20%. L'azienda ha annunciato che sta gradualmente abbandonando il servizio di fornitura a causa dell'insolita volatilità del prezzo dell'elettricità.

## Marchio
RCS & RDS ha introdotto il marchio Digi TV per i servizi di televisione satellitare nel dicembre 2004 in Romania e nel 2006 in Ungheria, Slovacchia, Cechia, Croazia e Serbia. Nel 2006 la società ha unificato sotto il marchio Digi i servizi di televisione via cavo, internet e telefonia in Ungheria, seguita dalla Slovacchia nel giugno 2007. In Romania tutti i servizi hanno assunto il marchio Digi nel 2009, ma viene utilizzato insieme al vecchio marchio RCS & RDS.

## Frequenze mobili
Di seguito sono elencate le frequenze mobili di Digi Mobil in Romania.

### Romania
| MCC | MNC | Frequenza | Numero di banda | Protocollo                                                                       | Classe | Note |
| --- | --- | --------- | --------------- | -------------------------------------------------------------------------------- | ------ | --- |
| 226 | 05  | 900 MHz   | 8               | GSM (2×5Mhz)                                                                     | 2G     | Rete GSM da refarming LTE 900, utilizzata per una migliore copertura interna. |
| 226 | 05  | 2100 MHz  | 1               | UMTS/HSPA/HSPA+ (2×5Mhz ~21.6 Mbit/s/5.76 Mbit/s)                                | 3G     | Convertita a LTE / 5G NSA. |
| 226 | 05  | 2100 MHz  | B1              | LTE (2×10 MHz ~ 75 Mbit/s/37.5 Mbit/s) LTE (2x15 MHz ~ 112.5 Mbit/s/37.5 Mbit/s) | 4G     | Rete FDD-LTE lanciata il 6 ottobre 2016. Coesiste con la frequenza n1 5G NSA nelle grandi città.                                                                                                 |
| 226 | 05  | 900 MHz   | B8              | LTE (2×3 MHz ~22.5 Mbit/s/7.5 Mbit/s)                                            | 4G     | Rete FDD-LTE lanciata nel settembre 2019 da refarming UMTS 900. Nel 2022 è iniziato il processo di refarming dello spettro per tornare al 2G e chiudere la rete LTE 900 in favore della LTE 800. |
| 226 | 05  | 2600 MHz  | B38             | LTE-TDD (2×20Mhz ~300 Mbit/s)                                                    | 4G+    | Rete TDD-LTE lanciata il 1° ottobre 2015. Rete operativa, ma tecnicamente obsoleta. |
| 226 | 05  | 2600 MHz  | B41             | LTE-TDD                                                                          | 4G     | TDD-LTE (accesso limitato al solo 4G, non 4G+) |
| 226 | 05  | 800 MHz   | B20             | LTE (2x5 MHz ~ 37.5 Mbit/s/12.5 Mbit/s)                                          | 4G     | Rete FDD-LTE lanciata il 1° gennaio 2022 |
| 226 | 05  | 2600 MHz  | B7              | LTE (2x20 MHz ~ 150 Mbit/s/50 Mbit/s)                                            | 4G     | Solo nelle aree popolate e sulle autostrade. |
| 226 | 05  | 2100 MHz  | n1              | 5G NSA                                                                           | 5G     | 300 Mbit/s |
| 226 | 05  | 3500 MHz  | n78             | 5G (1×50Mhz ~600 Mbit/s)                                                         | 5G     | Rete TDD 5G lanciata il 27 giugno 2019. |
| 226 | 05  | 2600 MHz  | n7              | 5G (1×45 MHz)                                                                    | 5G     | Rete FDD 5G in crescita. |

## Azionariato
Il proprietario di maggioranza di Digi Communications NV è RCS Management SA, che include politici tra gli azionisti. Nel 2016 gli azionisti di questa società erano:
- Zoltán Teszári – 59,23%
- Cable Communications Systems NV – 2,47%
- 8 associati individuali – 38,30%.

## Utenti abbonati
RCS & RDS è uno dei principali fornitori di servizi di telefonia mobile in Romania. Di seguito è riportata l'evoluzione degli abbonati alla telefonia mobile nel corso degli anni:
| Anno | Utenti abbonati |
| ---- | --------------- |
| 2009 | 1.200.000       |
| 2010 | 1.300.000       |
| 2012 | 1.100.000       |
| 2013 | 1.100.000       |
| 2016 | 2.000.000       |
| 2017 | 3.000.000       |
| 2018 | 3.367.000       |

## Controversie
Nel 2012, l'operatore ha rimosso i canali Discovery dal network, motivando che avrebbe richiesto troppi soldi per la ritrasmissione. Durante le discussioni pubbliche, Digi ha offerto di ridistribuire tutti i canali Discovery in un pacchetto separato, ma Discovery ha rifiutato. Solo Discovery e TLC sono tornati sulla rete nel dicembre 2016.
Nel 2012, Digi ha rimosso i canali del Gruppo Antena TV dalla rete televisiva satellitare in seguito a disaccordi. Nel 2013, il direttore di Digi, Ioan Bendei, è stato ricattato dal direttore di Antena Group affinché firmasse il contratto di distribuzione, altrimenti lo avrebbe denunciato per corruzione dei diritti televisivi del campionato nazionale di calcio. Il direttore di Antena Group è stato condannato al carcere per ricatto. Dopo le prove di corruzione rese pubbliche da un giornalista nel 2013, i direttori di Digi e della Liga Profesionistă de Fotbal sono stati condannati nel gennaio 2019. Digi e Antena Group hanno abbandonato le cause nel maggio 2018.
In Ungheria, Digi è stata esclusa dall'asta per le licenze 5G del 2019, motivando la sua decisione su ipotesi e fatti che dovrebbero verificarsi. Digi ha presentato un ricorso che non è stato accolto, quindi ha citato in giudizio NMHH, l'ente regolatore del mercato delle telecomunicazioni. Nel frattempo, l'asta per il 5G è stata chiusa.